# Plano galáctico

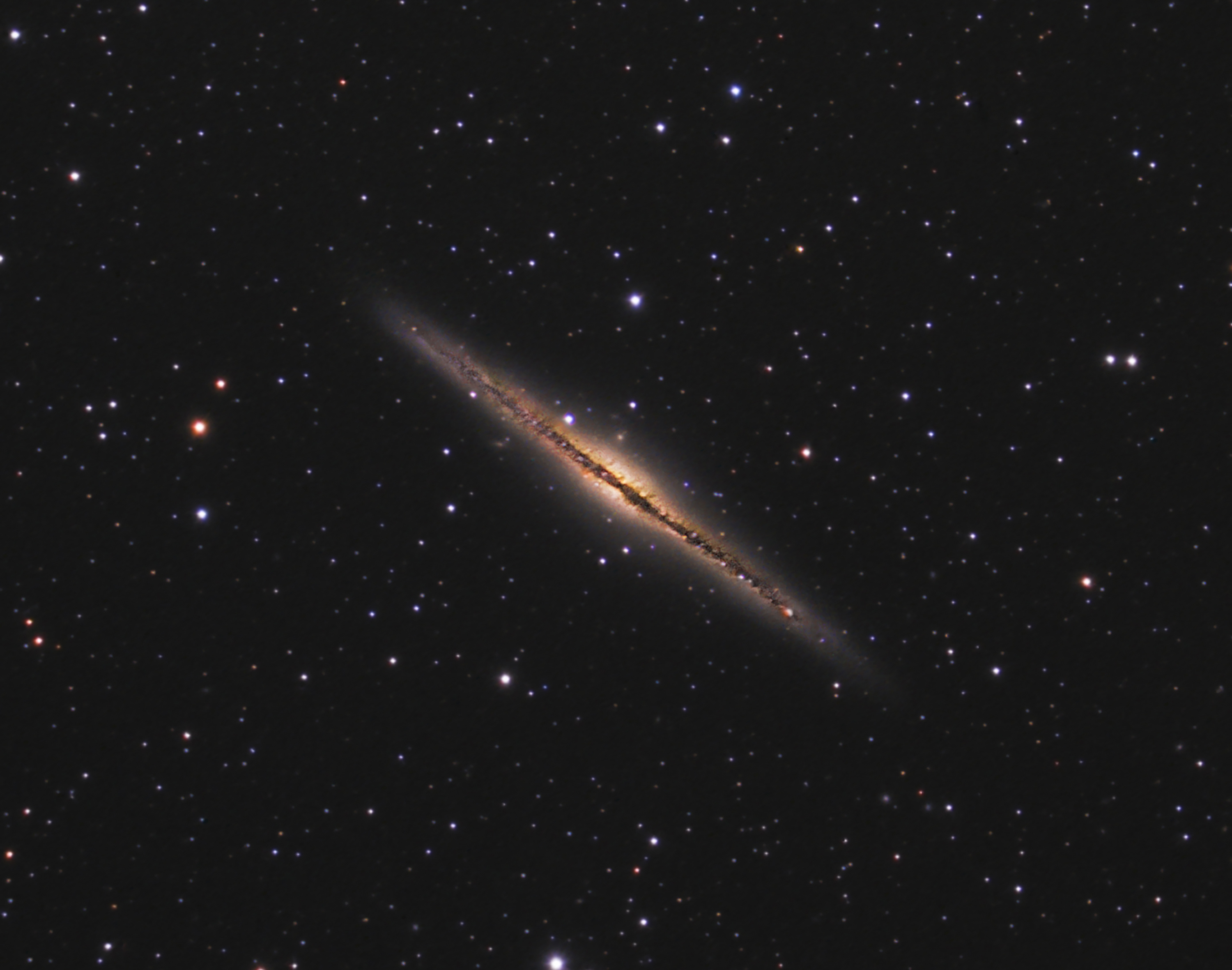
Galaxia NGC 891 en Andrómeda. Uno de los mejores ejemplos de galaxia espiral vista de canto que se pueden ver con telescopios de aficionado.

En astronomía, se denomina plano galáctico al plano donde se encuentran la mayor parte de las estrellas de una galaxia con forma aplanada, como son las galaxias espirales. Este plano pasa por el centro de masas de la galaxia.
Las direcciones perpendiculares al plano galáctico apuntan a los denominados polos, norte y sur, galácticos. En el caso de nuestra galaxia, la Vía Láctea:
- el polo norte galáctico está en dirección a la constelación de Cabellera de Berenice, cerca de la estrella Arturo (α Bootis);
- el polo sur galáctico está en dirección a la constelación de Sculptor.